# Curassanthura
Curassanthura é um género de crustáceo da família Leptanthuridae.
Este género contém as seguintes espécies:
- Curassanthura bermudensis Wägele & Brandt, 1985
- Curassanthura canariensis Wägele, 1985
- Curassanthura halma Kensley, 1981
- Curassanthura jamaicensis Kensley, 1992